# Socotroonops socotra
Socotroonops socotra är en spindelart som beskrevs av Michael Ilmari Saaristo och van Harten 2002. Socotroonops socotra ingår i släktet Socotroonops och familjen dansspindlar.
Artens utbredningsområde är Socotra. Inga underarter finns listade i Catalogue of Life.